# Calumma fallax
Calumma fallax е вид влечуго от семейство Хамелеонови (Chamaeleonidae).

## Разпространение
Видът е разпространен в Мадагаскар.